# Molophilus cautus
Molophilus cautus är en tvåvingeart som beskrevs av Alexander 1947. Molophilus cautus ingår i släktet Molophilus och familjen småharkrankar. Inga underarter finns listade i Catalogue of Life.